# Мальмстрём, Карл
Карл Фритьоф Мальмстрём (швед. Karl Fritiof Malmström; 27 декабря 1875, Гётеборг — 6 сентября 1938, Гётеборг) — шведский прыгун в воду, призёр летних Олимпийских игр.
На Играх 1908 в Лондоне Мальмстрём участвовал в обеих дисциплинах по прыжкам в воду. Он стал вторым в прыжках с вышки, предварительно занимая вторые места в предшествующих раундах, и остановился на первом раунде прыжков с трамплина, заняв четвёртое место в группе.